# サーカス・サーカス
サーカス・サーカス (英: Circus Circus Las Vegas) は、アメリカ合衆国ネバダ州ラスベガスにあるカジノホテルである。1968年10月18日に開業した。部屋数は3,774。名前の通り、大掛かりなサーカスを売り物としている。
建設に当たっては国際トラック運転手労働組合(IBT)の年金基金の融資を受けている。なお、シカゴ・アウトフィットのソルジャー、アンソニー・スチュアートことアンソニー・"トニー・ジ・アント"・スピロトロが土産物屋の店主として実質的に支配していた。
1971年の映画『007 ダイヤモンドは永遠に』の舞台でもある。

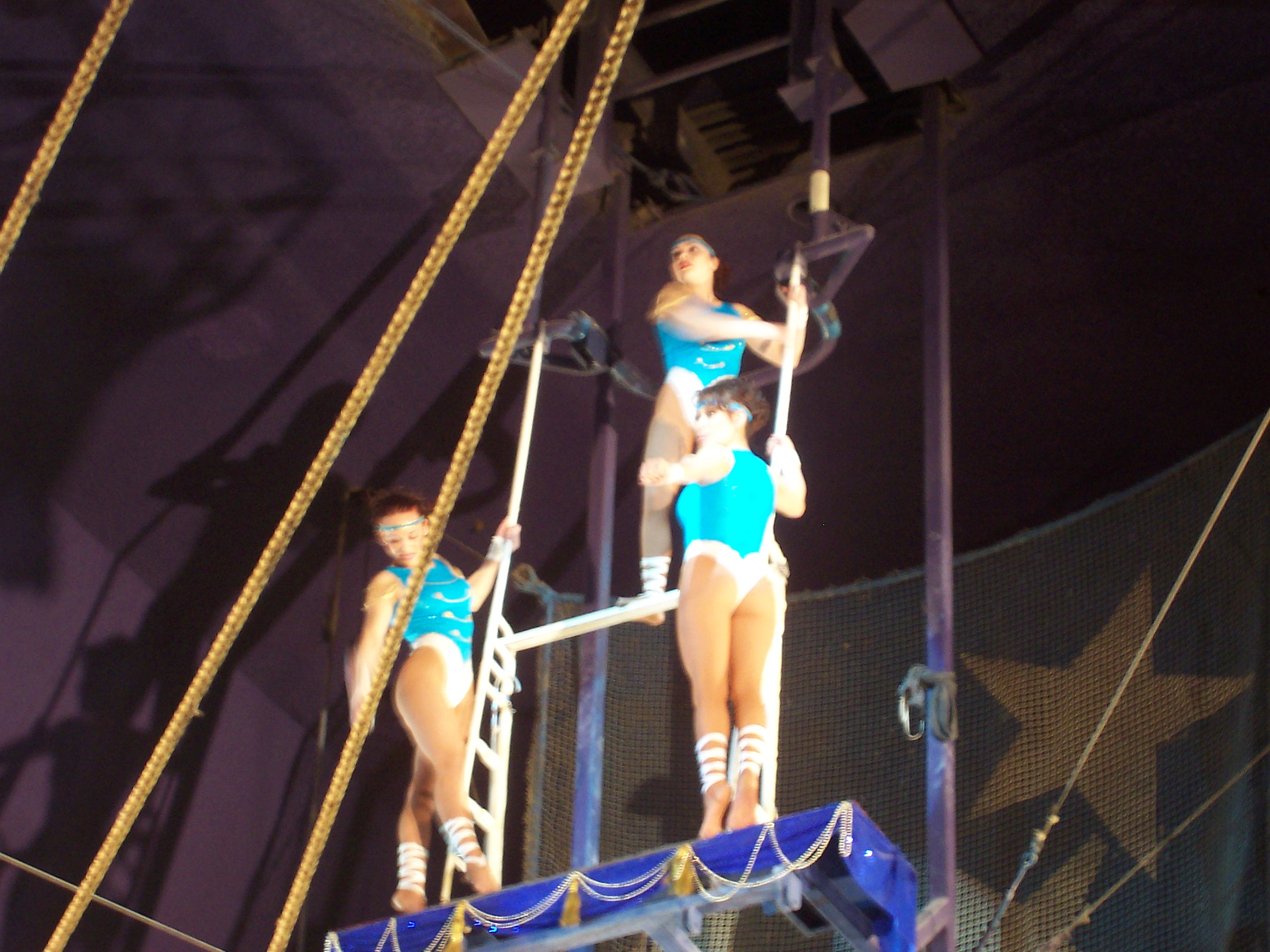
場内で演じられるサーカス

## アメニティ
- ボールルーム – 600人分の容量
- Race and Sports Book – 80席, 及び18スクリーン
- 3つのスイミングプール
- "Chapel of the Fountain" ウェディングチャペル